# Geiserich E. Tichy
Geiserich Eduard Tichy (* 25. Februar 1934 in Bratislava, Tschechoslowakei) ist ein österreichischer Wirtschaftsprüfer, Nationalökonom und Hochschullehrer.

## Leben
Nach der Vertreibung aus Bratislava besuchte Tichy die Hauptschule in Hainburg und anschließend das Technologische Gewerbemuseum in Wien. Er studierte an der Hochschule für Welthandel in Wien und schloss 1959 als Diplomkaufmann ab, 1963 wurde er zum Doktor der Sozial- und Wirtschaftswissenschaften promoviert.
Seit 1961 war er als Wirtschaftstreuhänder tätig. 1966 erhielt er die Befugnis zum beeideten Wirtschaftsprüfer. Er war Vorstandsmitglied der SOT Süd-Ost Treuhand und von 1996 bis 1999 geschäftsführender Gesellschafter der Europa Treuhand Ernst & Young. Von 1993 bis 1997 war er Präsident des Instituts Österreichischer Wirtschaftsprüfer. In der Kammer der Wirtschaftstreuhänder und der International Fiscal Association hatte er viele leitende und beratende Funktionen inne.
Ab 1972 unterrichtete er an der Wirtschaftsuniversität Wien als Universitätsdozent, 1984 wurde er zum außerordentlichen, 1986 zum ordentlichen Universitätsprofessor ernannt.

## Werke
- Theoretische Grundlegung der politischen Ökonomie : Wirtschaftstheorie als Gestaltungslehre Verlag Duncker u. Humblot, Berlin 1970 (zugl. Habil.-Schrift, Univ. Wien)
- Unternehmensbewertung : Grundlagen, Methoden, Praxis, 2., unveränd. Aufl., Verlag Linde, Wien 1992, ISBN 978-3-85122-326-2
- Unternehmensbewertung in Theorie und Praxis, Verlag Linde, Wien 1994, ISBN 978-3-85122-426-9